# 埃格尔斯贝格
埃格尔斯贝格是奥地利上奥地利州因河畔布劳瑙县的一个市镇。总面积24平方公里，总人口2112人，人口密度88.0人/平方公里（2005年）。